# Jang Linster
Jang Linster (* 17. Dezember 1952 in Frisingen) ist ein luxemburgischer Singer-Songwriter, Komiker und Synchronsprecher.

## Leben und Wirken
Jang Linster wuchs im südluxemburgischen Frisingen als Sohn eines Tankstellen-und-Gaststättenbesitzers († 1982) gemeinsam mit drei Schwestern auf. Eine seiner Schwestern ist Léa Linster. Nach seinem Abitur zog er nach Aachen. Dort begann er zunächst ein Studium, was er jedoch wieder abbrach.
Linster ist seit Ende der 1970er-Jahre als Musiker tätig. Er veranstaltete zahlreiche Gesangswettbewerbe und veröffentlichte in Luxemburg mehrere Schallplatten mit Kinderliedern. Er schrieb auch für mehrere Künstler und Interpreten die Songtexte. Er gilt als der Entdecker von Monica Semedo. Für die Sängerin Marion Welter komponierte er den Song Sou fräi (dt.: So frei), die damit beim Eurovision Song Contest 1992 antrat und dort den 21. Platz belegte.
Er tritt als Stand-up-Comedian in Fernsehsendungen, am Theater und in Radio Luxemburg auf. Als Schauspieler wirkte er bislang in einigen Fernsehserien und Werbespots mit. Er ist zudem als Drehbuchautor und Regisseur für Fernsehformate aktiv.
Linster ist als Synchronsprecher tätig, so vertont er unter anderem seit September 2011 die Figur Homer Simpson in der Zeichentrickserie Die Simpsons in luxemburgischer Sprache. Daneben synchronisierte er auch zahlreiche Figuren wie beispielsweise Donald Duck in verschiedenen Animationsfilmen und Zeichentrickfilmen.

## Filmografie
Filme
- 1991: Le chameau blanc
- 2008: Le Panique Show
- 2018: Zëmmer Ze Verlounen